# شینسوکه یاماناکا
شینسوکه یاماناکا (انگلیسی: Shinsuke Yamanaka؛ زادهٔ ۱۱ اکتبر ۱۹۸۲) بوکسور اهل ژاپن است.